# Kasper Ødum
Kasper Ødum (* 17. März 1979 in Randers) ist ein dänischer Badmintonspieler.

## Karriere
Kasper Ødum gewann in seiner Heimat sieben Nachwuchstitel und erkämpfte sich ebenfalls vier Medaillen bei Junioreneuropameisterschaften, ehe er erstmals 1999 bei den Erwachsenen bei den Bulgarian International erfolgreich war. In der Saison 1999/2000 gewann er den EBU Circuit. 2000 siegte er bei den Austrian International, 2002 beim Volant d’Or de Toulouse. Ein Jahr später gewann er die Polish Open, 2005 die Bitburger Open und 2006 die Belgian International.

## Sportliche Erfolge
| Saison    | Veranstaltung                                    | Disziplin    | Platz | Name                                               |
| --------- | ------------------------------------------------ | ------------ | ----- | -------------------------------------------------- |
| 1992/1993 | Dänemark: Einzelmeisterschaften der Junioren U15 | Mixed        | 1     | Kasper Ødum, Randers / Lone Toft Knudsen, Hjørring |
| 1994/1995 | Dänemark: Einzelmeisterschaften der Junioren U17 | Mixed        | 1     | Kasper Ødum, Randers / Lone T. Knudsen, Hjørring   |
| 1994/1995 | Dänemark: Einzelmeisterschaften der Junioren U17 | Herrendoppel | 1     | Kasper Ødum / Ove Svejstrup, Randers               |
| 1994/1995 | Dänemark: Einzelmeisterschaften der Junioren U17 | Herreneinzel | 1     | Kasper Ødum, Randers                               |
| 1995      | Junioren-Europameisterschaft                     | Herreneinzel | 3     | Kasper Ødum                                        |
| 1996      | Nordische Juniorenmeisterschaften                | Herreneinzel | 1     | Kasper Ødum                                        |
| 1996/1997 | Dänemark: Einzelmeisterschaften der Junioren U19 | Herrendoppel | 1     | Kasper Ødum, Randers / Frederik Køhler, Lyngby     |
| 1997      | Junioren-Europameisterschaft                     | Herrendoppel | 1     | Kasper Ødum / Ove Svejstrup                        |
| 1997      | Junioren-Europameisterschaft                     | Mixed        | 3     | Kasper Ødum / Lene Mørk                            |
| 1997      | Junioren-Europameisterschaft                     | Herreneinzel | 3     | Kasper Ødum                                        |
| 1997/1998 | Dänemark: Einzelmeisterschaften der Junioren U19 | Herreneinzel | 1     | Kasper Ødum, Randers                               |
| 1997/1998 | Dänemark: Einzelmeisterschaften der Junioren U19 | Herrendoppel | 1     | Kasper Ødum / Kristian Langbak, Randers            |
| 1998      | German Juniors                                   | Herreneinzel | 1     | Kasper Ødum                                        |
| 1998      | Nordische Juniorenmeisterschaften                | Herrendoppel | 1     | Kasper Odum / Kristian Langbak                     |
| 1999      | Bulgarian International                          | Herreneinzel | 1     | Kasper Ødum                                        |
| 1999/2000 | EBU Circuit                                      | Herreneinzel | 1     | Kasper Ødum                                        |
| 2000      | Austrian International                           | Herreneinzel | 1     | Kasper Ødum                                        |
| 2002      | Volant d’Or de Toulouse                          | Herreneinzel | 1     | Kasper Ødum                                        |
| 2003      | Polish International                             | Herreneinzel | 1     | Kasper Ødum                                        |
| 2005      | Bitburger Open                                   | Herreneinzel | 1     | Kasper Ødum                                        |
| 2006      | Belgian International                            | Herreneinzel | 1     | Kasper Ødum                                        |
| 2009      | Iceland International                            | Herreneinzel | 2     | Kasper Ødum                                        |